# Curiatii
Curiatii (Kuriacjusze) – albański ród patrycjuszowski rzekomo przyjęty do senatu rzymskiego za panowania Tullusa Hostiliusza. Trójka rodzeństwa z tego rodu stoczyła podobno z Horacjuszami walkę, w której wszyscy zginęli.